# 에드빈 판 데르 사르
에드윈 반 데르 사르(네덜란드어: Edwin van der Sar, 1970년 10월 29일 ~ )는 네덜란드의 은퇴한 축구 선수이다.
국가대표팀 시절에는 네덜란드 축구 국가대표팀의 주장으로서 2006년 FIFA 월드컵에 출전하였으며, 아약스, 유벤투스, 풀럼 등을 전전하다가 2005년 6월부터 맨체스터 유나이티드에 정착하였다. 2011년 5월 28일 UEFA 챔피언스리그 2010-11 결승전 상대 FC 바르셀로나전을 마지막으로 현역 은퇴를 선언했다.
은퇴 후에는 지도자로 나서지 않고 AFC 아약스에서 프런트로 재직 중이며, 2016년부터 AFC 아약스의 사장을 맡고 있다.
이후 2016년 3월, 프런트 일을 수행하면서 자신이 자란 클럽이자 네덜란드 아마추어리그의 클럽인 VV 노르드베이크의 골키퍼들이 전부 부상을 당하는 경우가 발생하였고, 판데르사르는 이 사실을 확인하여 구단 측과 네덜란드 축구연맹과의 합의 안에 1경기를 출전하게 되었다. 3월 12일, 경기에 출전하여 상대 팀의 PK를 선방하여 팀을 1 : 1 무승부로 이끌어 은퇴 이후에도 클래스가 여전함을 보여주었다.

## 클럽 경력
1990년 아약스에 입단한 판데르사르는 유소년 팀을 거쳐 1990-91 시즌에 처음으로 성인 팀 경기에 출장하였다. 판데르사르는 9시즌 동안 아약스에서 활약하면서 1992년 UEFA컵과 1995년 UEFA 챔피언스리그 우승을 경험하게 되고 95-96 시즌에는 1082분 무실점이라는 기록을 세우기도 하였다. 이렇게 아약스에서 성공적인 기간을 보낸 판 데르 사르는 1999년 이탈리아의 명문 유벤투스에 입단하였다.
유벤투스 역사상 처음으로 외국인 골키퍼가 된 그는 유벤투스에 있는 기간 동안 좋은 모습을 보였으나 유벤투스가 잔루이지 부폰과 계약하면서 밀리는 듯한 모습을 보이며 2001년 프리미어리그의 풀럼으로 이적하였다. 700만파운드에 4년 계약으로 풀럼으로 이적한 판데르사르는 중하위권 팀이었던 풀럼에서 주전 골키퍼로 뛰다가 2005년 6월 200만 파운드의 이적료와 2년 계약으로 맨체스터 유나이티드에 입단하였다.
입단 후 경기에서 맨체스터 유나이티드의 수비를 크게 안정시키며 페테르 슈마이켈 이후로 최고의 골키퍼를 얻게 되었다는 평을 얻으며 2006년 12월에는 2년 계약 연장에 합의하였다. 2008년 판데르사르는 1년 연장 계약을 하며 2010년까지 맨체스터 유나이티드에 잔류하는데 성공하였다. 프리미어리그 2008-09 시즌에는 프리미어리그 무실점 기록을 경신하였으며, 팀의 프리미어리그 3연패에 기여하였다.
2011년 5월 현역 은퇴 확정으로 팀을 떠났다. 2016년 3월 12일 역사적인 일이 발생했다. 그가 다시 한번 현역복귀한 것이다. 그는 네덜란드 4부리그 팀이면서 자신의 친정팀이기도한 노르드윅의 골키퍼로 1경기 뛰게 되었다. 그 경기에서 페널티킥을 선방해 팀은 1대1로 비기게 되었다.

## 국가대표 경력
에드빈 반데르사르는 1995년 6월 7일 벨라루스와의 A매치 경기에서 국가대표팀에 데뷔를 하였다. UEFA 유로 1996을 시작으로 UEFA 유로 2000, UEFA 유로 2004, 1998년 FIFA 월드컵, 2006년 FIFA 월드컵, UEFA 유로 2008까지 총 6번의 메이저 대회에 참가하였다. 특히 UEFA 유로 2004 스웨덴과의 8강전 승부차기에서는 올로프 멜베리의 킥을 막아내며 네덜란드를 준결승으로 이끌었다. 그리고 프리미어리그에서 환상적인 선방을 보여주며 리그 3연패에 힘썼고, UEFA 챔피언스리그 결승전에서는 승부차기에서 첼시의 니콜라 아넬카의 킥을 선방하여 팀이 9년 만의 우승에 공헌하였다.
2006년 독일 월드컵 코트디부아르와의 경기 전까지 그는 10경기 무실점 기록을 갖고 있었다.
판데르사르는 네덜란드에서 가장 많은 A매치를 뛴 선수다. 그는 유로 2008 8강전 러시아 축구 국가대표팀과의 경기를 끝으로 대표팀에서 은퇴를 선언하였다. 하지만 그의 은퇴 이후에 네덜란드의 주전 골키퍼인 스테켈렌뷔르흐의 부상으로 네덜란드 국가대표팀에 잠시 재소집되었으나 A매치 2경기를 치르고 다시 재은퇴하였다.

## 수상

#### 아약스
- 에레디비시: 1993-94, 1994-95, 1995-96, 1997-98
- KNVB컵: 1992-93, 1997-98, 1998-99
- 요한 크라위프 스할: 1993, 1994, 1995
- UEFA 챔피언스리그: 1994-95, 준우승 (1995-96)
- UEFA컵: 1991-92
- UEFA 슈퍼컵: 1995
- 인터콘티넨털컵: 1995

#### 유벤투스
- UEFA 인터토토컵: 1999

#### 풀럼
- UEFA 인터토토컵: 2002

#### 맨체스터 유나이티드
- 프리미어리그: 2006-07, 2007-08, 2008-09, 2010-11
- 리그컵: 2005-06, 2009-10
- 커뮤니티 실드: 2007, 2008, 2010
- UEFA 챔피언스리그: 2007-08, 준우승 (2008-09, 2010-11)
- FIFA 클럽 월드컵: 2008

#### 네덜란드
- FIFA 월드컵 4위 : 1998

### 개인
- 네덜란드 올해의 골키퍼 : 1994, 1995, 1996, 1997
- 네덜란드 골든슈 : 1998
- PFA 올해의 팀 : 2006/07, 2008/09, 2010/11
- PFA 공로상 : 2008/09
- 프리미어리그 골든 글러브 : 2008/09
- UEFA 클럽 올해의 골키퍼 : 2009
- UEFA 유로 올스타팀 : 2008
- ESM 올해의 팀 : 1995/96 , 2008/09
- 유럽 최우수 골키퍼 : 1995, 2009, 2010, 2011
- 아약스 올해의 선수 : 1997/98
- 풀럼 올해의 선수 : 2004

#### 서훈
- 오라녜 나사우 훈장 : 2010
- JFK Greatest Man 어워드 : 2011

## 같이 보기
- A매치 100경기 이상 출전한 축구 선수 명단